# Máthé Erzsi Alapítvány
A Máthé Erzsi Alapítvány 2006-ban a Pécsi Nemzeti Színház, a kaposvári Csiky Gergely Színház, a határon túli magyar nyelvű színházak tagjainak és a Színház- és Filmművészeti Egyetem végzős hallgatóinak segítésére jött létre. Alapítója a névadó Máthé Erzsi, aki ezért 2008-ban elnyerte a Summa Artium díjat patrónus kategóriában és „a magyar színészet önzetlen nagyasszonya” címet.
A nyitott alapítványhoz bárki, aki egyetért a célokkal, csatlakozhat. Máthé Erzsi az egyetem vezető tanárait kérte fel a kuratóriumba, ami a döntéseket hozza. Tagjai: Székely Gábor, Zsámbéki Gábor és Lengyel György. Az alapítvány kezelését is az egyetemre bízta.
A Színház- és Filmművészeti Egyetem hallgatói közül minden évben ketten részesülnek a pályakezdését segítő pénzjutalomban.

## Az ösztöndíjat megkapták
- 2008: Orosz Ákos[3]
- 2009: Bakos-Kiss Gábor[4]
- 2012: Ficza István[5]
- 2013: Szabó Sebestyén László[6]
- 2016: Varga Lili[7]
- 2018: Lestyán Attila, Messaoudi Emina[8]
- 2019: Imre Krisztián, Hevesi László[9]
- 2020: Barna Lilla, Dino Benjamin[10]
- 2021: Tóth Zsófia, Fröhlich Kristóf[11]